# 大西茂
大西 茂（おおにし しげる、1928年〈昭和3年〉11月2日 - 1994年〈平成6年〉12月2日）は、日本の視覚芸術家、数学者。視覚芸術とは、絵画や写真、彫刻等を通じて、視覚的に表現する芸術である。
大西は1950年に写真家として芸術活動を始め、徐々に抽象的な墨絵に転向し、写真を基にした作品や抽象的な墨絵を作成した。彼の作品は、日本の伝統的な墨を使った画法で、墨はすすや油、動物の接着剤で作らている。また、様々な写真・現像技術に精通しており、多重露光やブラシやスポンジを使った現像処理、フィルムの処理、温度を利用した色調操作等、様々な手法を駆使して視覚芸術作品を製作した。

## 来歴

### 生い立ち
大西は岡山県高梁市出身。旧制高梁中学（現・岡山県立高梁高等学校）時代には同期である小倉忠夫と友人であった。同中学校卒業と共に終戦を迎え、その後、北海道大学へ入学した。1953年北海道大学理学部数学科を卒業し、同大学修士課程修了後、博士課程に一年在籍。その後理学部数学研究室に籍を置き、位相幾何学の研究を続ける。大西は独自の研究を「超無限の研究」と名付ける。大学在学中に、写真技術を独学し、自身の数学研究を写真作品として表現する試みた。

### 数学と美術の融合（大学時代）
大西は北海道にいる間、数学研究を続け、理論的な数学論文『超無限の研究』に取り組んだ。この頃、大西は自分の数学的な理論を芸術を通じて伝えるために写真を始め、毎日赤いインクで数十枚の抽象的なスケッチを描いた。ミシェル・タピエによると、大西は仏教徒であり、大学卒業後、禅寺で過ごし、そこで伝統的な日本の墨を使い始めた。彼の視覚芸術は、北大時代に始まったものである。

## 芸術家としての経歴

### 初期の実験的な写真作品（1955-1957年）
大西は制作の目的について当時の写真雑誌に次のように語っている。
1955年、東京のなびす画廊で写真作品の個展を開催したときは、瀧口修造と金丸重嶺が展覧会パンフレットに文章を寄せた。翌年、国際的に興った主観主義写真の運動を紹介する「国際主観主義写真展」に作品を出品。その翌年には瀧口の企画でタケミヤ画廊で二回目の個展「第２回大西茂印画展」が開催される。写真作品とともに、1950年代後半より、墨による抽象画を描き始めるが、それが来日中のフランスの美術評論家ミシェル・タピエの目にとまり、国際的に知名度が上がった。
1957年、タピエの企画による当時フランスを中心にして興った絵画運動アンフォルメルを紹介する国際展「世界・現代芸術展」に作品を展示。その後、タピエは大西の墨象の作品を、堂本尚郎、今井俊満、勅使河原蒼風、そして具体美術協会の作家の作品とともに、アンフォルメルとの関連で積極的にヨーロッパで紹介した。

### 具体との関わり（1957-1961年）
この時期、大西は自分の芸術的な視点を変え、数学的命題が彼にとって重要であったものの、写真で表現できる範疇を超えていると感じ、引き続き理論的な数学論文に取組んだが、芸術的な制作活動は写真から大規模な抽象墨絵へと変わっていった。
この頃、彼はフランスの評論家ミシェル・タピエと知り合い、タピエは具体と呼ばれる芸術グループに関わっており、知日家として知られるタピエが、日本語の具体を好み作った芸術団体であった。大西は、この関係を通じて具体が開催したいくつかの展覧会に参加した。1957年、タピエが国際展「世界・現代芸術展」を催し、そこで大西の抽象墨絵が展示された。この展覧会は、東京のブリヂストン美術館で初めて展示され、その後大阪の大丸百貨店でも行われた。1958年には「大阪国際祭—新時代の国際芸術：アンフォルメルと具体」という展覧会に参加し、大阪で初めて展示され、その後長崎、広島、東京、京都でも開催された。1959年には東京の現代ギャラリーで開催された「タピエ推薦の15人の日本の現代作家展」にも登場した。
タピエと出会った後、大西の作品は1959年末に日本外で初めて展示され、パリの「METAMORPHISMES」というタイトルの展覧会に作品が出展された。1959年5月から6月にかけて、大西の作品はイタリアのトリノにあるパラッツォ・グラネリで開催された展覧会「新しい芸術：国際絵画彫刻展」に出品された。1961年3月には、「日本における継続性と前衛」という展覧会に参加し、この展覧会はタピエが共同設立した、トリノにあった国際美学研究センターで開催された。大西は具体といくつかの展覧会で共演し、タピエとも多くの繋がりがあったが、彼は具体の正式なメンバーではなかった。

### 日本からヨーロッパへ活動の舞台を移動 （1960年代～1990年代）
1960年4月、大西茂は東京の現代ギャラリーで個展を開催した。この展覧会では彼の書法作品が中心で、彼の20年間にわたる日本での最後の個展となった。美術評論家の中原祐輔は読売新聞に「知的な構成：大西茂の墨の可能性の探求」と題したレビューを発表し、大西の書法作品が従来の日本の書道とは異なる点を指摘した。中原は、大西の作品が現代的な書道から一線を画し、墨という素材に対する深い理解から生まれたと述べている。大西の独自性は、墨の微妙に陰影を帯びた線に影響を受けた空間表現にあり、彼の作品は知的で純粋であり、内面的なドラマ性は控えめで、背景に位置付けられていると評価した。
1961年には、大西の作品を集めた大判のカタログ『Onishi（Baroques Ensemblistes 5）』がトリノのエディツィオーニ・ダルテ・フラテッリ・ポッツォから出版され、同年3月には「日本における継続性と前衛」という展覧会がトリノの国際美学研究センターで開催された。1969年、タピエが設立したこのセンターは、大西の初のモノグラフ『A Study of Meta-Infinite: Logic of Continuum (1)』を発行した。この書籍には、大西の理論的な考察が詳細に記されている。また翌年、ケルンのオランジュリー・マルチプルズから、彼の理論的著作『Super Function Theory』が出版された。
1950年代から1970年代にかけて、大西の抽象墨絵はヨーロッパで広く展示され、評価されたが彼は国際的なアートシーンとの繋がりを持つことはなかった。彼の抽象的な書法作品は好評を博した一方で、大学時代の初期の写真作品はほとんど無視された。批評家は、大西をさまざまな芸術運動に結びつけようとしたが、大西自身は特定の美術団体や運動組織に属することはなく、プロジェクト具体にも参加しなかった。
ヨーロッパで精力的に活動をしていた時期にあっても、大西は岡山に住み続け、数学研究に専念しながら、1994年に亡くなるまで活動を続けた。1970年代後半から1990年代にかけて、彼の書法作品や『超無限の探求』は、奈良県立美術館、岡山文化センター、大阪の国立国際美術館などでグループ展に出展された。タピエは『A Study of the Meta-Infinite』の序文で、大西と1960年の大阪国際空中祭で出会った際のエピソードを回顧している。大西は自身の新しい数学的発見について興奮して語り、その専門的な語彙が通訳についていけなかったほどだったと述べており、タピエは、大西の情熱に強く魅了されたことを記していた。

### 死後
大西茂が1994年に岡山市で亡くなった後、彼の作品は二つの異なる団体に委託された。大西の遺族は彼の絵画作品を岡山県立美術館に寄贈し、写真作品は、東京写真美術館の金子隆一に寄贈した。2014年、金子は大西の写真作品に焦点を当てた個展を東京表参道で開催し、この展覧会は、大西の写真作品が再評価されるきっかけとなった。2017年には、東京のギャラリーMEMがパリ・フォトのブースで大西の写真作品を展示し、この展覧会は、欧州でタピエとのつながりを通じて大西の書法作品が国際的に紹介された一方で、大西の写真作品が初めて国際的な観客に向けて展示された機会となり、彼の画家として、また数学者としてのキャリアが写真家としての活動を通じて再評価される契機となった。
またこの展示は、国際的な大西への関心を再び興し、その後、大西の写真作品はニューヨーク近代美術館、ニューヨーク公共図書館、スペイン・バレンシアのボンバス・ジェンズ・センター・ダートに収蔵された。特に、2019年から2020年にかけて、ニューヨーク近代美術館の「Collection 1940s–1970s」展において、大西の写真作品は、ニューヨーク近代美術館の大規模な改装後、再開された初の展示に登場した。この展示により、大西の写真作品が現代美術館の重要なコレクションとして位置付けられている。
その後、大西は初めて日本以外の美術館で個展を開催し、2021年から2022年には、アムステルダムやバレンシアで個展が開かれた。2021年には、大西の写真作品に関する初のモノグラフ『A Metamathematical Proposition』を出版した。この本は、著名な写真収集家であり、研究者・教育者でもあるマンプレッド・ハイティングの編集のもと、MEMと共同で制作された。金子隆一によるエッセイも収められており、彼は大西を日本写真史や現代写真の大きな文脈に位置づけようと試みた。金子は次の様に述べている。

## 主要な展覧会
1956年「第１回国際主観主義写真展」サンケイカメラ主催、日本橋高島屋（東京）
1957年「第２回大西茂印画展」タケミヤ画廊（東京）
  　「世界／現代芸術展」ブリヂストン美術館（東京）、大丸百貨店（大阪）
1958年「大阪国際芸術祭—新しい絵画　世界展：アンフォルメルと具体」なんば高島屋（大阪）他巡回
1959年「新しい芸術—絵画と彫刻の国際展」パラッツォ・グラネリ（トリノ、イタリア）
1965年「ル・バロック・ジェネラリゼ」国際美学研究所（トリノ、イタリア）
1985年「絵画の嵐・1950年代」国立国際美術館（大阪）
2002年「戦後岡山の美術—前衛達の姿」岡山県立美術館（岡山）
2014年「幻の前衛写真家ー大西茂」展　表参道画廊（東京）
2016年「あの時みんな熱かった！アンフォルメルと日本の美術」京都国立近代美術館
2021-2022年「Shigeru Onishi: The Possibility of Existende」フォーム写真美術館（アムステルダム）
2022-2023年「Shigeru Onishi: In Search of Meta-Infinite」ボンバス・ヘンス・アートセンター（バレンシア）